# Битва під Кам'янкою-Струмилівською
50°06′33″ пн. ш. 24°20′36″ сх. д. / 50.109111° пн. ш. 24.343278° сх. д.
Битва під Кам'янкою-Струмилівською — збройне зіткнення між підрозділами Польської армії та військ Вермахту, яке відбулося 21 вересня 1939 року під час польської кампанії .

## Хід битви
Під час нього за командою полковника Стефана Ханка-Кулеша, імпровізована група «Дубно» напала на підрозділи німецької 4-ї легкої дивізії в районі Кам'янки Струмилівської (сьогодні: Кам'янка-Бузька) . В результаті бою військам групи вдалося переправитись через річку Західний Буг, знищити 7 моторизованих та одну артилерійську батарею, а також взяли близько 150 полонених . Після бою через зміну обстановки на фронті полковник Ханка-Кулеша віддав наказ прорватися до Угорщини .

## Виноски
1. ↑  Cygan, 1990.
2. 1 2  Komorowski, 2009.